# William Davies Evans
Pour les articles homonymes, voir Evans.
Cet article utilise la notation algébrique pour décrire des coups du jeu d'échecs.
William Davies Evans (27 janvier 1790 près de Pembroke, Pays de Galles - 3 août 1872 à Ostende) était un joueur d'échecs gallois et l'inventeur du Gambit Evans.
Il prit la mer à l'âge de 14 ans et à partir de 1815 environ servit sur des bateaux de poste. Quatre ans plus tard, il était promu capitaine.
Il n'apprit à jouer aux échecs qu'à l'âge de 28 ans auprès d'un officier de marine. Vers 1824, il inventa le gambit auquel on donna plus tard son nom et le montra en 1826 à Londres, entre autres à Alexander McDonnell qui faisait partie des meilleurs joueurs mondiaux de l'époque et qui employa souvent ce gambit par la suite. En 1838, Evans joua plusieurs parties contre Howard Staunton, qui parle de lui à plusieurs reprises dans son Chess Player's Handbook (1847) et qualifie ce gambit « d'ingénieux et d'intéressant ».
En janvier 1840, Evans fut mis à la retraite en raison de son état de santé, mais passa encore deux ans comme capitaine en Méditerranée. Il se fit aussi un nom comme inventeur des lanternes de navire à trois couleurs conçues pour éviter les collisions nocturnes en mer.
Bien que, en remerciement pour cette invention, il reçût une grosse somme d'argent du gouvernement britannique et, du tsar de Russie, une montre de gousset en or, Evans mourut pauvre à Ostende. Peu de temps avant sa mort, des joueurs d'échecs anglais avaient encore lancé une souscription pour lui venir en aide.

## Un exemple de partie
Evans-McDonnell, Londres, 1829
1. e4 e5 2. Cf3 Cc6 3. Fc4 Fc5 4. b4 Fxb4 5. c3 Fc5 6. 0-0 Cf6 7. d4 exd4 8. cxd4 Fb6 9. e5 d5 10. exf6 dxc4 11. Te1+ Rf8 12. Fa3+ Rg8 13. d5 Ca5 14. Fe7 Dd7 15. fxg7 Rxg7 16. Dd2 Dg4 17. Dc3+ Rg8 18. Dxh8+ Rxh8 19. Ff6+ Dg7 20. Te8 mat 1-0.